# Sanktuarium Matki Bożej Zwycięskiej w Brdowie
Sanktuarium Matki Bożej Zwycięskiej w Brdowie – rzymskokatolicki kościół parafialny pod wezwaniem św. Wojciecha we wsi Brdów, w powiecie kolskim w województwie wielkopolskim. Mieści się przy ulicy Kościelnej. Należy do dekanatu izbickiego.

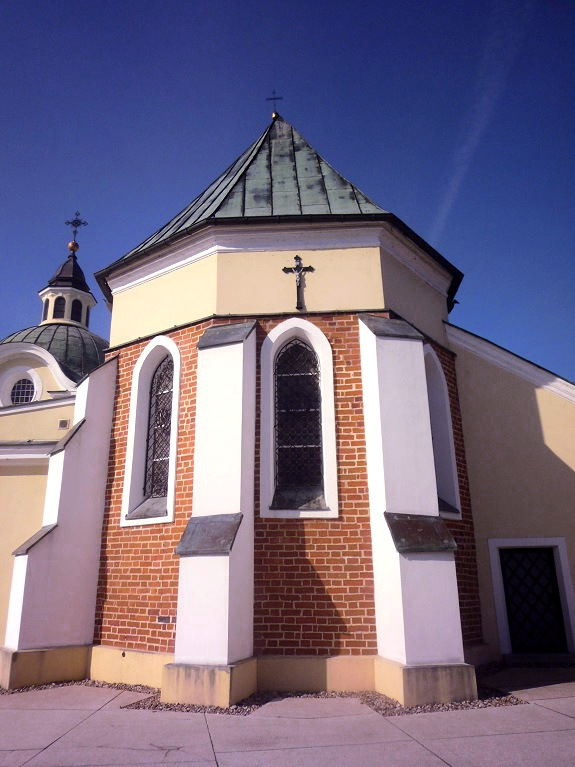
Gotyckie prezbiterium

## Historia i wyposażenie
Parafię Brdów po raz pierwszy wzmiankowano w 1326 r. Kościół gotycki, murowany istniał już w 1399 r. W XVII wieku rozbudowany. Obecna budowla ostatni raz odbudowana po pożarze w latach 1748–1758 prawdopodobnie według projektu architekta Cochilego. W 1790 do świątyni dobudowano wieżę, podwyższoną w 1877 o czwartą kondygnację. W latach 1913–1914 została dobudowana neobarokowa kaplica boczna według projektu Józefa Dziekońskiego.
Barokowa świątynia pod wezwaniem św. Wojciecha Biskupa i Męczennika to budowla jednonawowa, z węższym i niższym, gotyckim prezbiterium zamkniętym wielobocznie ze sklepieniem gwiaździstym. Od południa, do nawy jest dobudowana kaplica św. Piotra, nakryta kopułą z latarnią. Wnętrze świątyni bogato zdobione freskami, uszkodzone pożarem w 1983 roku, odnowione przez malarza Zdzisława Pabisiaka.
W ołtarzu głównym mieści się obraz Matki Bożej Brdowskiej z przełomu XV/XVI wieku, uchodzący za cudowny, zakryty sukienką z XVIII wieku. Według tradycji obraz ten towarzyszył królowi Władysławowi II Jagielle podczas zwycięskiej bitwy pod Grunwaldem. Legenda głosi, że malarzowi podczas malowania obrazu pozowała królowa Jadwiga Andegaweńska. Legendy te nie znajdują jednak potwierdzenia w źródłach pisanych. W 1983 roku papież Jan Paweł II dokonał aktu koronacji obrazu na Jasnej Górze.
Zarówno ołtarz główny jak i boczne pochodzą z drugiej połowy XVIII wieku. W kościele znajduje się rokokowa ambona, z rzeźbą Chrystusa na baldachimie, a także zabytkowa chrzcielnica z XVII wieku i płaskorzeźba z przedstawieniem chrztu Pana Jezusa w Jordanie. Na ścianach świątyni w gablotach porozwieszano liczne wota, pośród nich szable z okresu powstania styczniowego.